# Zlitnik
Zlítnik ali afrikáta je v jezikoslovju soglasnik, sestavljen iz zaporniške in istovrstne priporniške prvine. V slovenščini so zlitniki c (na primer v besedi céna; z varianto dz, na primer v priimku Kocbek), č (čéha) in dž (džezva). Pri medmetih sta zlitnika še kh (za posnemanje podganjega oglašanja) in pf (medmet, ki izraža podcenjevanje).
Čeprav zlitniki sestojijo iz ustrezne zaporniške in priporniške prvine (c iz t in s, č iz t in š, dž iz d in ž), jih čutimo kot enotne glasove in načeloma tudi niso daljši od ustreznih zapornikov in pripornikov. Zobni zlitnik c je sičnik, zadlesnična č in dž pa sta šumevca.